# ماريو ألبرتو إيشي
ماريو ألبرتو إيشي (بالإسبانية: Mario Alberto Ishii)‏ هو سياسي أرجنتيني، ولد في 22 يونيو 1951 في خوسيه سي. باز في الأرجنتين. حزبياً، نشط في Front for Victory ‏.